# Rattus tanezumi
Rattus tanezumi é uma espécie de roedor da família Muridae.
Pode ser encontrada nos seguintes países: Afeganistão, Bangladesh, Camboja, China, Ilhas Cocos, Fiji, Índia, Indonésia, Japão, Coreia do Norte, Coreia do Sul, Laos, Malásia, Myanmar, Nepal, Paquistão, Filipinas, Taiwan, Tailândia e Vietname.